# 薩格拉德角

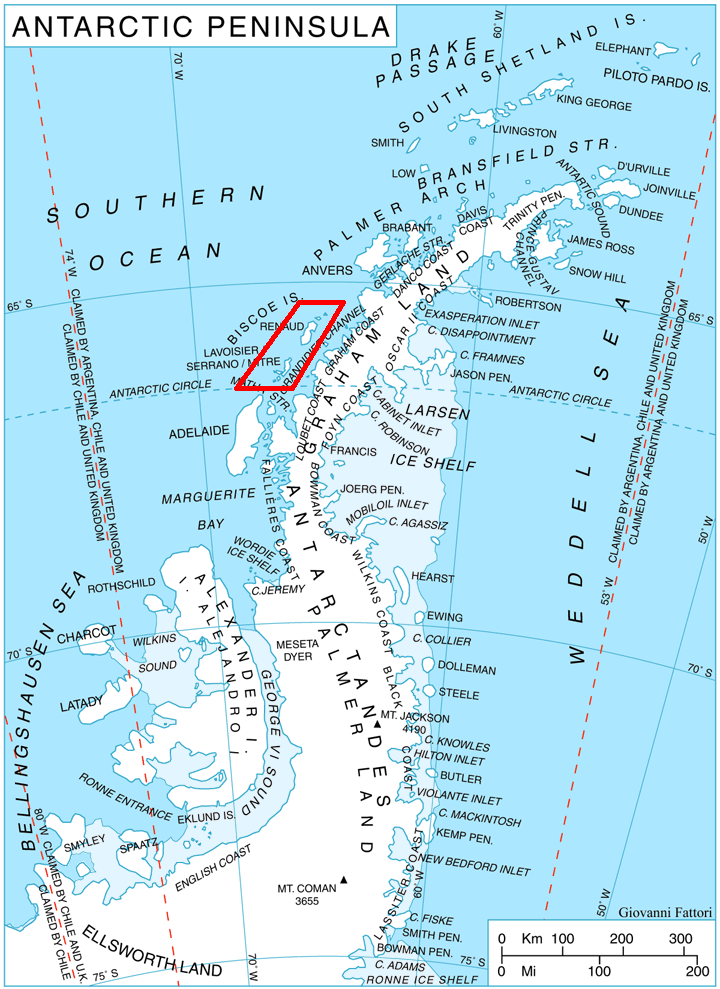

薩格拉德角（英語：Zagrade Point），是南極洲的海岬，位於比斯科群島的克羅格島北岸，處於庫維卡爾角東南面2.47公里和伯頓角西北面1.98公里，現時由南極條約體系管理。